# Institut national de recherche polaire
L'Institut national de recherche polaire (国立極地研究所, Kokuritsu-kyokuchi-kenkyūsho) est l'institut de recherche japonais pour l'Antarctique. Il est mieux connu sous sa dénomination en anglais : National Institute of Polar Research (NIPR).
L'agence, créée en 1973, gère plusieurs bases de recherche sur le continent. Les chercheurs de cet institut ont participé à la découverte en Antarctique de la première espèce de Legionella psychrotolérante appelée Legionella antarctica.
L'astéroïde (7773) Kyokuchiken est nommé en son honneur.